# Södra Fronten

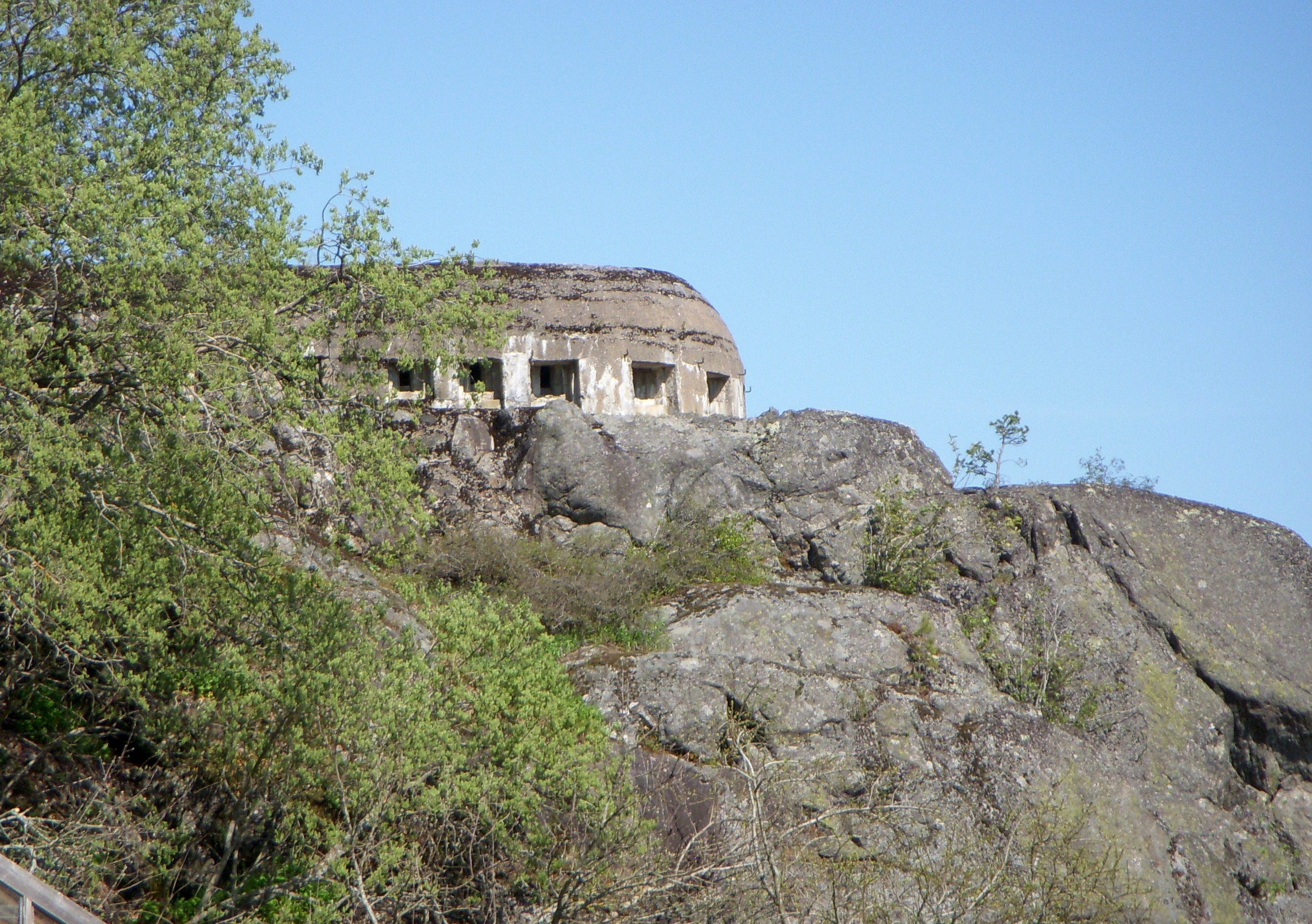
Sundbyfortet, kallat "Örnnästet" vid södra Orlången, 2011.

Södra Fronten var en befästningslinje för att skydda Stockholm mot angrepp söderifrån. Anläggningen började byggas 1902 och utökningar pågick till 1921-1922. Initiativtagare och finansiär var Föreningen för Stockholms Fasta Försvar. 
Södra Fronten sträckte sig från Tullinge i väst genom Huddinge kommun och Tyresö kommun till Erstaviken i öst. Det fanns även en front i norra Stockholm; Norra Fronten. Norra och Södra Fronten kunde bemannades som mest med cirka 40 000 soldater. Försvarslinjen ingick i försvarsorganisationen fram till 1952.

## Bakgrund
Kring sekelskiftet 1900 kom ett nytt försvarspolitiskt tänkande då centralförsvaret avlöstes av ett gräns- och kustförsvar. Man utnyttjade de sjösystem som omger Stockholm och säkrade passagerna mellan dem med ett 30-tal befästningar av varierande storlek.  Försvarslinjen kallades på grund av sitt utseende för Korvlinjen. Bygget finansierades av privatpersoner som samlades i "Föreningen för Stockholms fasta försvar" och "Palmqvistska fonden till Stockholms befästande". Medan "Föreningen för Stockholms fasta försvar" ägnade sig i första hand om Södra Fronten satsade "Palmqvistska fonden till Stockholms befästande" istället på Norra Fronten.
Själva byggarbetena utfördes av militär, som stod under civil ledning. Sedan skänktes anläggningarna till militären. Det var så kallade landstormare, värnpliktiga som var över 32 år, som fick bemanna anläggningarna.

## Södra Fronten
Den södra befästningslinjen var uppdelad i Huddingelinjen och Tyresölinjen och började i väst vid Flottsbro och Tullinge, fortsatte över Kvarnsjön, Gladö, sjöarna Orlången och Magelungen mot Skogås och Drevviken och vidare längs Långsjön, Tyresö-Flaten och Albysjön fram till Erstaviken. På de åtta landpassagerna eller "passen" mellan dessa sjöar anordnades en lång rad fort och värn. Hela sträckan utgjorde knappt 30 kilometer luftlinje. 
Södra Frontens landpass (från väst till öst):
- Fittja- och Flottbropassen (ej fullbordad)
- Riksstensställningen
- Grödingeflanken
- Sundbypass
- Ågesta- Orlångsjöpass
- Beatebergspass
- Kumlapass
- Tyresöpass

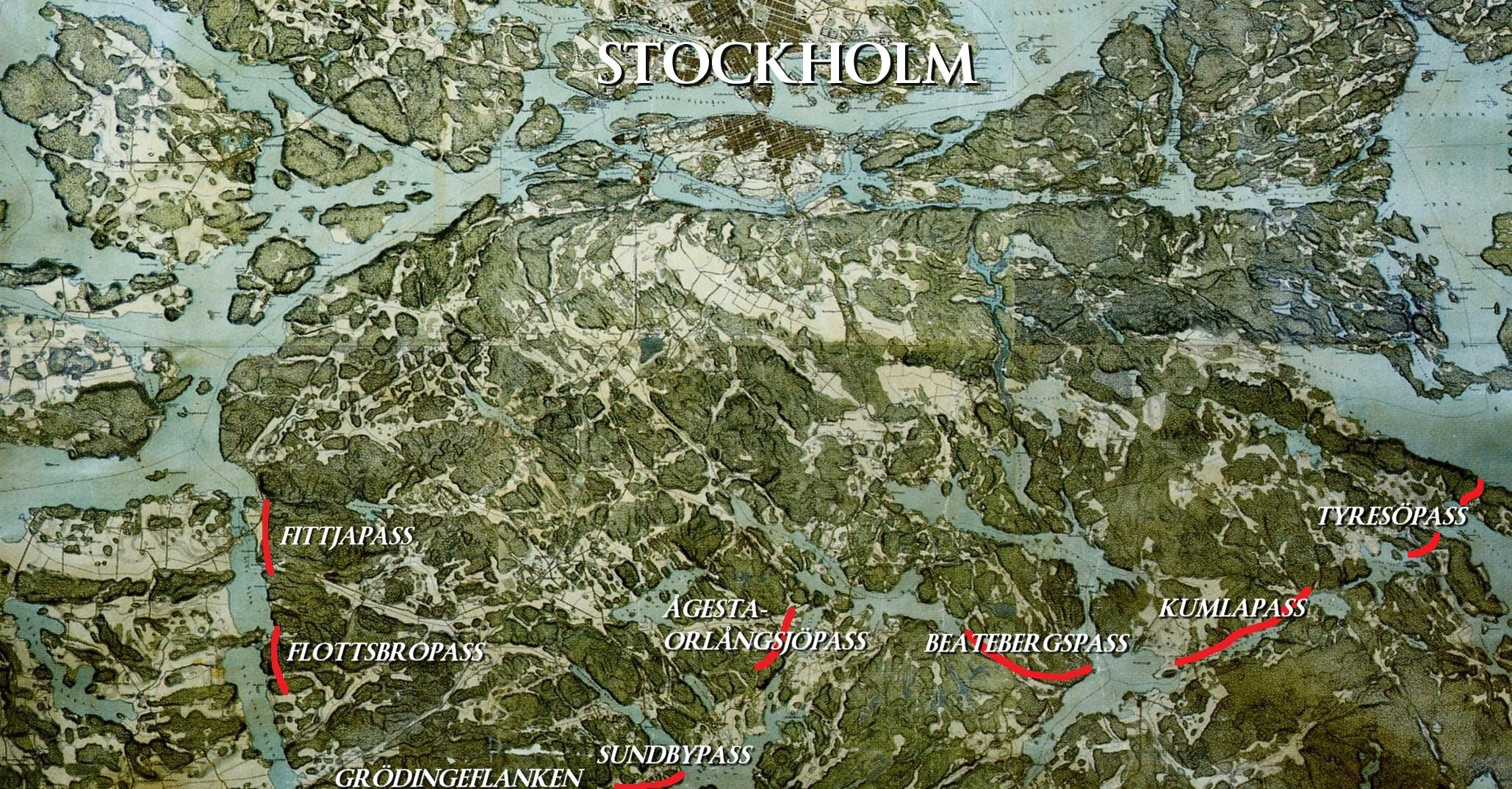
Stockholms "Södra Front" inlagd på Topografiska corpsens karta, "Trakten kring Stockholm" från 1861.

Många av Södra Frontens anläggningar är numera rivna eller övertäckta med jord; andra har naturen tagit över. På en del har dörrar och skottgluggar murats igen av kommunen, en del står öppna och har blivit ett tillhåll för klottrare och graffitimålare. Relativt väl bevarade rester av försvarslinjen finns bland annat kring det så kallade Kumlapasset mellan Gudö och Trollbäcken med Måndalsfortet. Anläggningen innehåller skyttegravar, fort samt en batteriställning och linjen skulle bemannas med ca 2700 man.
Beatebergspasset i Skogås sträcker sig mellan sjöarna Magelungen och Drevviken. Det var Södra Frontens största försvarsställning, som skulle bemannas med fyra landstormsbataljoner om ca 3700 man. Här ligger bland annat Magelungsfortet, Lännafortet och Sjötorpsfortet samt flera batteriställningar. Sundbypasset vid södra slutet av Orlången bevakades av Sundbyfortet  (färdig 1915) som även kallas ”Örnnästet” på grund av sin dominerande placeringen högt uppe på en bergsklippa. 
Ytterligare ett synbart resultat av frontavsnittet vid Ågesta är Farstanäsbron (även kallad "militärbron"). För att försörja försvarsfronten i Ågestatrakten krävdes en broförbindelse över Magelungen. Bron började byggas 1913 och blev cirka 200 meter lång med en fri höjd av två meter över vattenytan. Nuvarande bro är från 1998 med den ursprungliga bron som förebild.
Södra och Norra Fronten moderniserades i samband med andra världskriget, men efter 1952 hade de förlorad sin strategiska betydelse och ströks från försvarsorganisationen.

## Bilder av Södra Frontens fort i urval

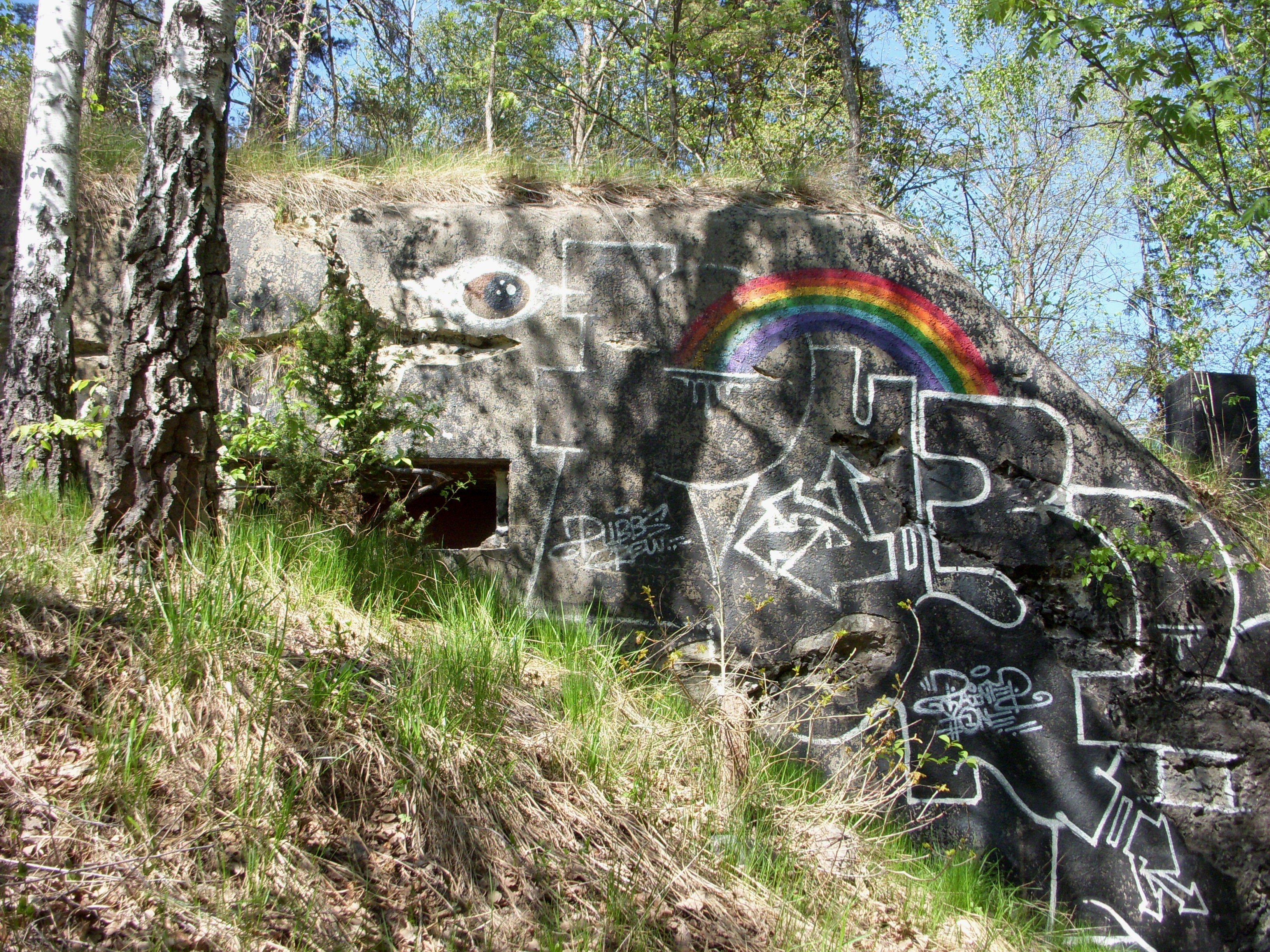
Magelungsfortet
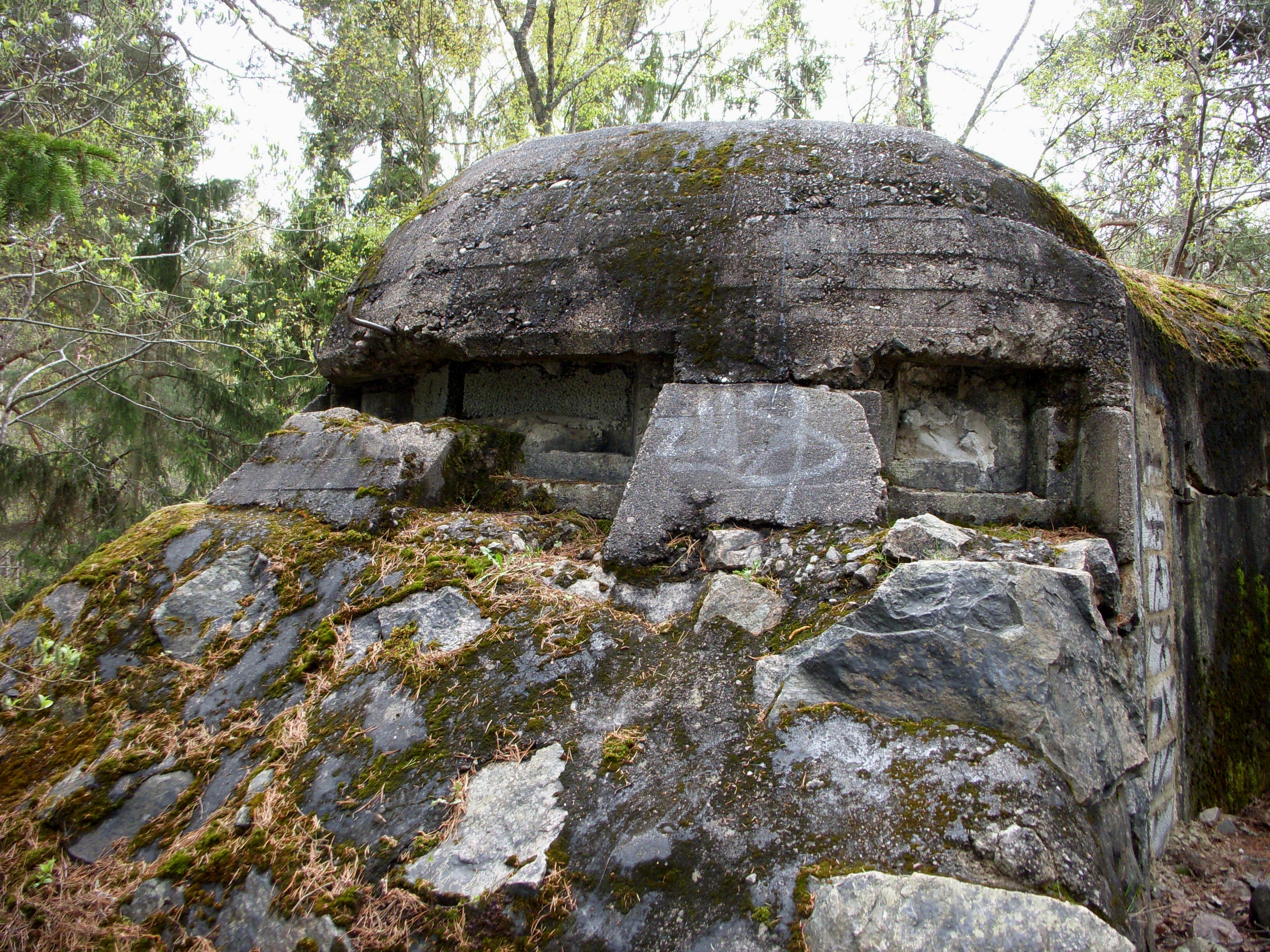
Lännafortet
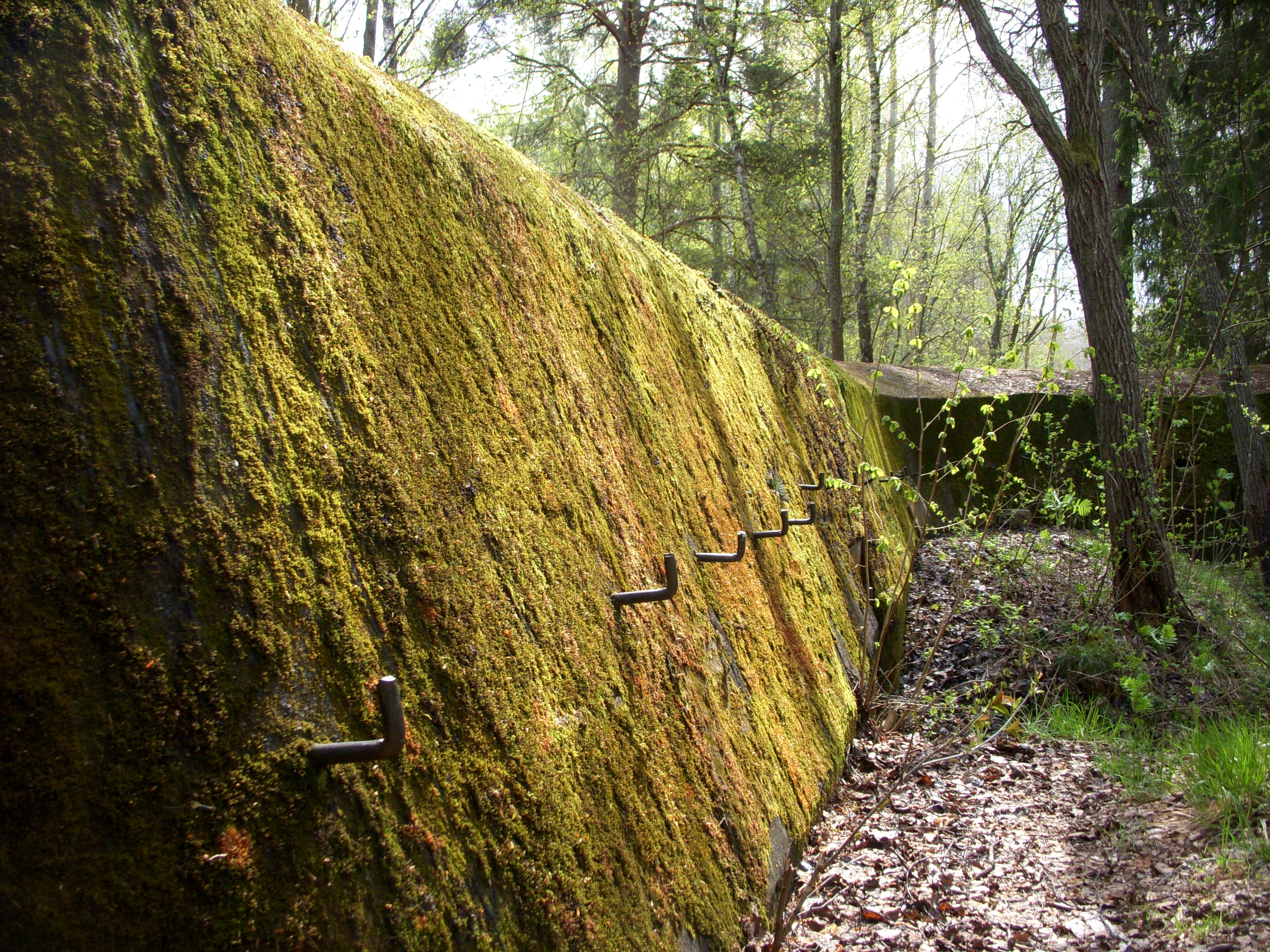
Sjötorpsfortet
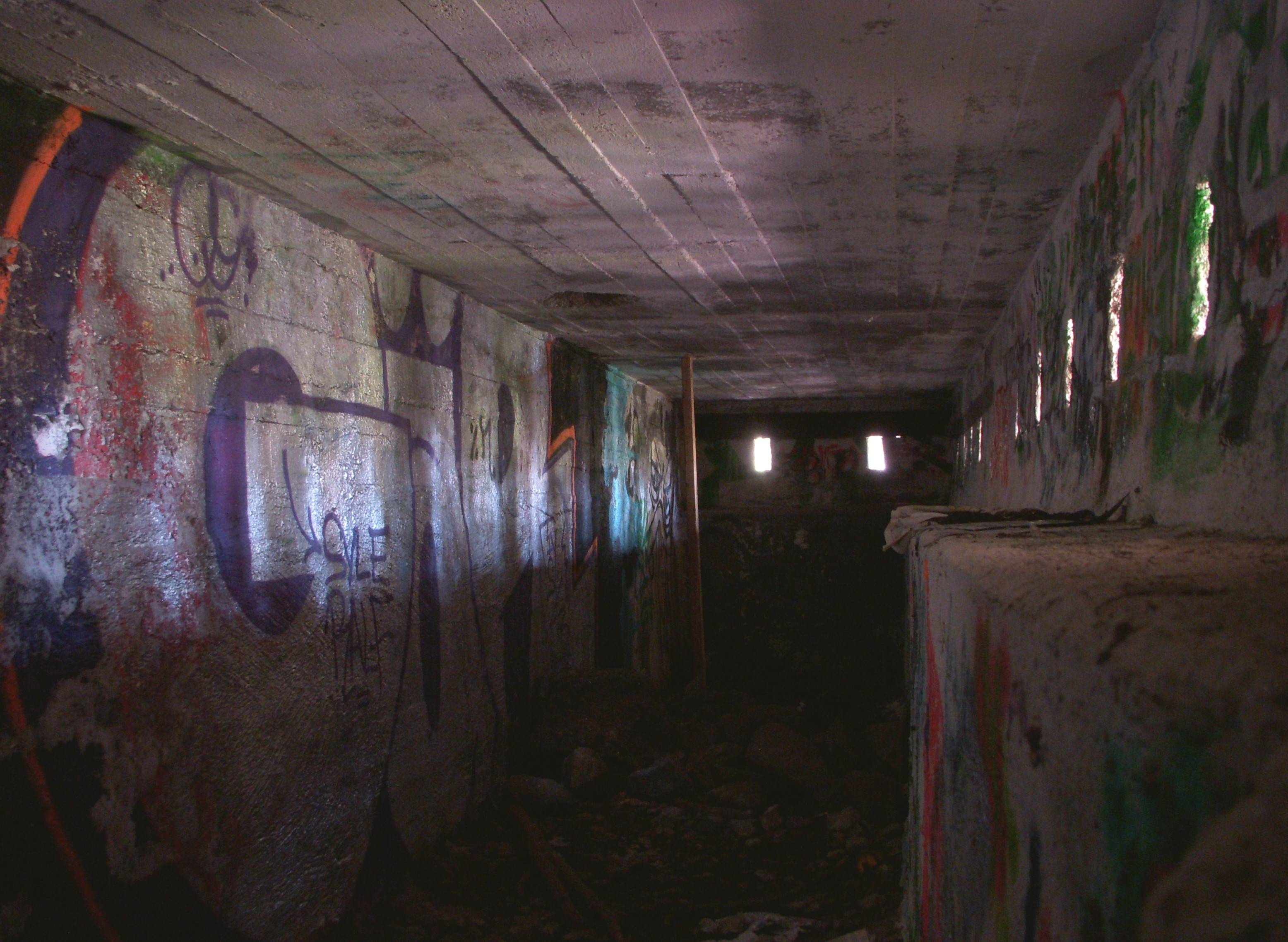
Måndalsfortet